# Chris Jenner
Christina Jenner (conocida como Chris) es un personaje ficticio que aparece en la saga de videojuegos Metal Gear Solid. Aparece única y exclusivamente en Metal Gear: Ghost Babel de Gameboy Color.

## Historia
Chris fue la única superviviente del equipo Delta Force enviado por el gobierno de los Estados Unidos, que se infiltró en la fortaleza Galuade para neutralizar al comando de Black Chamber. Se encargó de ayudar a Solid Snake en su misión tanto por Codec como en el campo de batalla.
Se puede decir que el papel que desempeñó Chris en este videojuego es similar al de Meryl Silverburgh en Metal Gear Solid.